# Ioan Brezeanu
Ioan Brezeanu (n. 27 februarie 1916, Ludișor, județul Brașov – d. 26 septembrie 2010, Galați) a fost filolog și folclorist, unul dintre întemeietorii învățământului universitar gălățean.
Ioan Brezeanu a fost decan al Facultății de Filologie din Galați (1962-1973), rector al Institutului Pedagogic din Galați (1973-1974) și unul dintre primii prorectori ai Universității din Galați (1974-1981).

## Biografie
Fost elev al savantului Nicolae Iorga, licențiat „Magna cum laude“ al Facultății de Litere și Filosofie a Universității din București (1938)  și doctor în Științe Filologice de la Universitatea din Cluj-Napoca.
Și-a început cariera didactică la Galați, și a urcat cu demnitate toate treptele carierei didactice, de la aceea de profesor de liceu la cea de profesor universitar. De-a lungul întregii cariere, a îndeplinit și funcții de conducere: director al Colegiului Național “Alexandru Ioan Cuza” (1948-1959), șef al Catedrei de limba și literatura română, Decan al Facultății de Filologie (1959-1978), rector al Institutului Pedagogic (1973 și 1974) și prorector al Universității "Dunărea de Jos” din Galați (1974-1981).
Ca om de învățământ, a fost profund atașat școlii, pe care o consideră instituția morală care promovează valorile de adevăr, de bine, de frumos și de dreptate, și era convins că tânăra generație are nevoie de o combustie spirituală care nu poate fi limitată la consumul de informație, urmărind în egală măsură educarea abilităților, modelarea componentei psihocomportamentale, aptitudinale și valorice.
Profesorul Ioan Brezeanu consideră, cu drept temei, că așezămintele de învățământ, în care sufletele generațiilor se modelează, îmbogățind tezaurul spiritual al omenirii, reprezintă "garantul sigur al supraviețuirii și afirmării perene a unui popor". 
El a promovat actul educațional și cultural ca o îndatorire patriotică și o strădanie continuă de înnobilare sufletească.
În activitatea științifică, dominante au fost cercetările și studiile din domeniile folclorului literar, puțin cercetat și cunoscut în zona noastră, - ceea ce a condus la ideea că zona Galațiului ar constitui o "pată albă" pe harta țării -, în istoria municipiului Galați, precum și al învățământului de toate gradele.
Prin cercetări ample și de lungă durată în comunele și satele județelor Galați și Brăila a fost realizată o impresionantă ARHIVĂ DE FOLCLOR, care cuprinde 70 de volume cu înregistrări manuscrise și cu mii de metri de benzi magnetice. Arhiva a fost unanim apreciată de către marii folcloriști: Prof. univ. dr. docent Mihai Pop, directorul Institutului de Etnografie și Folclor din București, Prof. univ. dr. docent Augustin Z.N. Pop, istoric literar și folclorist, Academician Alexandru Dima, Academician Ion Zamfirescu, Prof. univ. dr. Ion Lăudat de la Universitatea “Al.I. Cuza” din Iași, ș.a.

## Distincții
Performanțele sale didactico-științifice sunt confirmate de numeroasele titluri onorifice, distincții, decorații și premii:
Cetățean de onoare al municipiului Galați (1995); Doctor honoris causa al Universității "Dunărea de Jos” din Galați; Diploma de Onoare a Asociației Internaționale a Educatorilor pentru Pacea Mondială; Diploma de Doctor Honoris Causa al Academiei Internaționale de Cultură și Științe Politice și Universității Fără Frontiere din Bruxelles; Membru al Societății Culturale “Ginta Latină” și Președinte de Onoare al Filialei Galați; Membru de Onoare al  “Ligii Culturale pentru Unitatea Românilor de Pretutindeni”; Membru al Consiliului Național al Societății de Științe Filologice din România și Președinte al Filialei Galați (1963-1981); Senator de Onoare al Universității "Dunărea de Jos” Galați; Ordinul Muncii clasa a III-a (1959); Ordinul “Steaua Republicii Populare Române” (1966); Membru de Onoare al Asociației Naționale “Cultul Eroilor”.
Ioan Brezeanu și-a făcut datoria și față de Patrie, participând ca locotenent comandant de companie, la marile bătălii purtate de armata română în anii 1941-1945 în Cotul Donului, la Nord de Iași, Oarba de Mureș, Carei și Satu Mare, Ungaria și Munții Tatra din Cehoslovacia.
A fost veteran și invalid de război, fiind distins cu înaltele ordine:
- Ordinul "COROANA ROMÂNIEI" cu spade, în grad de Cavaler, cu "Panglică de Virtute Militară" și "Frunze de Stejar" clasa a V-a (1944);
- Ordinul "COROANA ROMÂNIEI" cu spade, în grad de Cavaler, cu "Panglică de Virtute Militară" și "Frunze de Stejar" clasa a III-a (1944);
- Ordinul "STEAUA ROMÂNIEI" cu spade, în grad de Cavaler, cu "Panglică de Virtute Militară" și "Frunze de Stejar" (1945).

## Operă
A lăsat în urmă o valoroasă arhivă de folclor, formată din 68 de volume. A publicat 23 de monografii din domeniile folclorului și artei populare, învățământului preuniversitar și universitar, istoriei și culturii, dintre care: 
- “Pe-un picior de plai”, (în colaborare cu Gh. Nadoleanu), 1967, 396 p.;
- “La izvoarele cântecului”, 1969, 450 p.; “În Vadul Brăilei”, 1970, 306 p.;
- “Folclor literar de la Dunărea de Jos”, 1976, 178 p.;
- “Păcală, erou al culturii populare românești” (colaborator Cornel Dimitrie), 1978, 223 p.;
- “Studii de folclor”, 1968, 193 p.;
- “Valori ale culturii populare din zona de Sud a Moldovei. Credințe. Datini. Ritualuri”, 1997, 268 p.;
- “Colindele de la Dunărea de Jos. Ritualuri. Poetică”, Galați, 2000, 386 p.;
- “Folclorul literar de la Dunărea de Jos”, 1987, 176 p.;
- “Valea Horincii – vatră culturală”, 364 p.;
- “Institutul Pedagogic de 3 ani din Galați”, 1964, 86 p.;
- “Școala gălățeană, 1765-1948” (în colaborare cu Gh. Ștefănescu), Galați, 1994, 416 p.;
- “Universitatea din Galați”, Galați, 1990, 386 p.;
- “Universitatea «Dunărea de Jos» din Galați. 50 de ani de tradiție universitară 1948-1998”, 1998, 360 p.;
- “Colegiul Național «Alexandru Ioan Cuza» (1864-1998)”, 286 p.;
- “Galați” în limbile română, engleză, franceză și rusă (în colaborare cu Gh.Marinescu și D.Vrabie), 76 p.+hărți și ilustrate;
- “Regiunea Galați” (colaborare cu Gh.Marinescu), 1972, 270 p.;
- “Județul Galați pe scara timpului”, (coautor și coordonator), 1972, 464 p.+ilustrații;

“Județul Galați” (coautor și coordonator), 280 p.+hărți și ilustrații;
- “Pechea, arc peste timp”, 1972, 174 p.;
- “Satul Ludișor”, 1990, 238 p.;
- “Galați -  Biografie spirituală”, 2 volume, 2006.

A încetat din viață la sfârșitul anului 2010, în urma unor afecțiuni cardio-respiratorii.
Purtat de tineri militari, generalul de brigadă Ioan Brezeanu, în uniformă militară, a fost salutat la ieșirea din Biserica Mavramol de o companie de militari echipați cu armamentul din dotare. Înmormântarea a avut loc miercuri, 29 septembrie, la cimitirul "Eternitatea".